# Josiah Gregg
No relacionado con John Gregg, general Confederado y quien da nombre a Gregg County, Texas
Josiah Gregg (19 de julio de 1806 – 25 de febrero de 1850) fue un comerciante, explorador, naturalista y autor de Comercio de las praderas sobre el Suroeste norteamericano y regiones del norte de México. Recolectó muchas plantas que no habían sido descritas con anterioridad a lo largo de sus viajes de comerciante y durante la guerra México-Americana, tras la cual se fue a California.  Se afirma que murió al caer de su montura debido al hambre cerca de Clear Lake, California, el 25 de febrero de 1850, tras una expedición en la cual fijó la ubicación de la Bahía Humboldt.

## Primeros años
Josiah Gregg nació el 19 de julio de 1806 en Overton County, Tennessee, el hijo más pequeño de los siete niños de Harmon y Susannah (Smelser) Gregg. Seis años más tarde su familia se mudó a Howard County, Missouri. A la edad de 18 años, Gregg fue profesor escolar en Liberty, Missouri hasta que se mudó otra vez un año más tarde con su familia a Independence, en 1825. En Liberty,  estudió leyes y peritaje hasta el declive de su salud debido a la "tuberculosis y dispepsia crónica" en 1830.
Debido a su débil salud, Gregg siguió la recomendación de su doctor y viajó a Santa Fe, Nuevo México, en un camino que comenzaba en Van Buren, Arkansas, en una caravana mercante en 1831.  Una vez allí, en lo que se convertiría hasta 1850 en Territorio de Nuevo México, Gregg trabajó como contable para Jesse Sutton, uno de los mercaderes de la caravana, antes de regresar a Missouri en otoño de 1833, pero para primavera estaba de vuelta en camino a Santa Fe, esta vez como dirigente de una caravana y socio empresarial de Sutton. Gregg llevó la primera prensa de impresión a Nuevo México en 1834, y se la vendió a Ramón Abreu en Santa Fe, donde se usó para imprimir el primer diario del territorio.
Hacia 1840, Gregg había aprendido español, cruzó cuatro veces las llanuras entre Missouri y Santa Fe, viajó por Chihuahua y se convirtió en un exitoso hombre de negocios. En su último viaje desde Santa Fe hacia el este,  decidió tomar una ruta más hacia el sur hacia el Río de Misisipi. Al salir de Santa Fe el 25 de febrero de 1840,  iba acompañado por 28 carretas, 47 hombres, 200 mulas y 300 ovejas y cabras. En marzo la caravana fue atacada por Pawnee, cerca de Trujillo Creek en Oldham County, Texas, y una tormenta esparció la mayoría de su mercancía a través del Llano Estacado pero el grupo continuó hacia el este a través de Territorio indio hacia Fort Smith y Van Buren. A principios de la década de 1840 Gregg vivió brevemente en Shreveport, Luisiana.
Pocos meses más tarde,  viajó a través del Territorio de Oklahoma al oeste, a Cache Creek en territorio Comanche. Durante 1841 y 1842, los viajes de Gregg le llevaron a través de Texas y arriba del valle de Red River; y en un segundo viaje fue desde Galveston a Austin y regresó a través de Nacogdoches a Arkansas. A lo largo del camino tomó notas de historia natural y cultura humana y vendió ventajosamente mulas a la República de Texas. Se estableció brevemente como socio de una tienda general en Van Buren, con su hermano John y George Pickett. Empezó a convertir sus notas de viaje en un manuscrito y visitó Nueva York en el verano de 1843 para encontrar editor. En Nueva York se dedicó a trabajar en su libro mientras se hospedaba en el Hotel Franklin en la esquina de las calles Broadway y Cortland.

## Comercio de las praderas

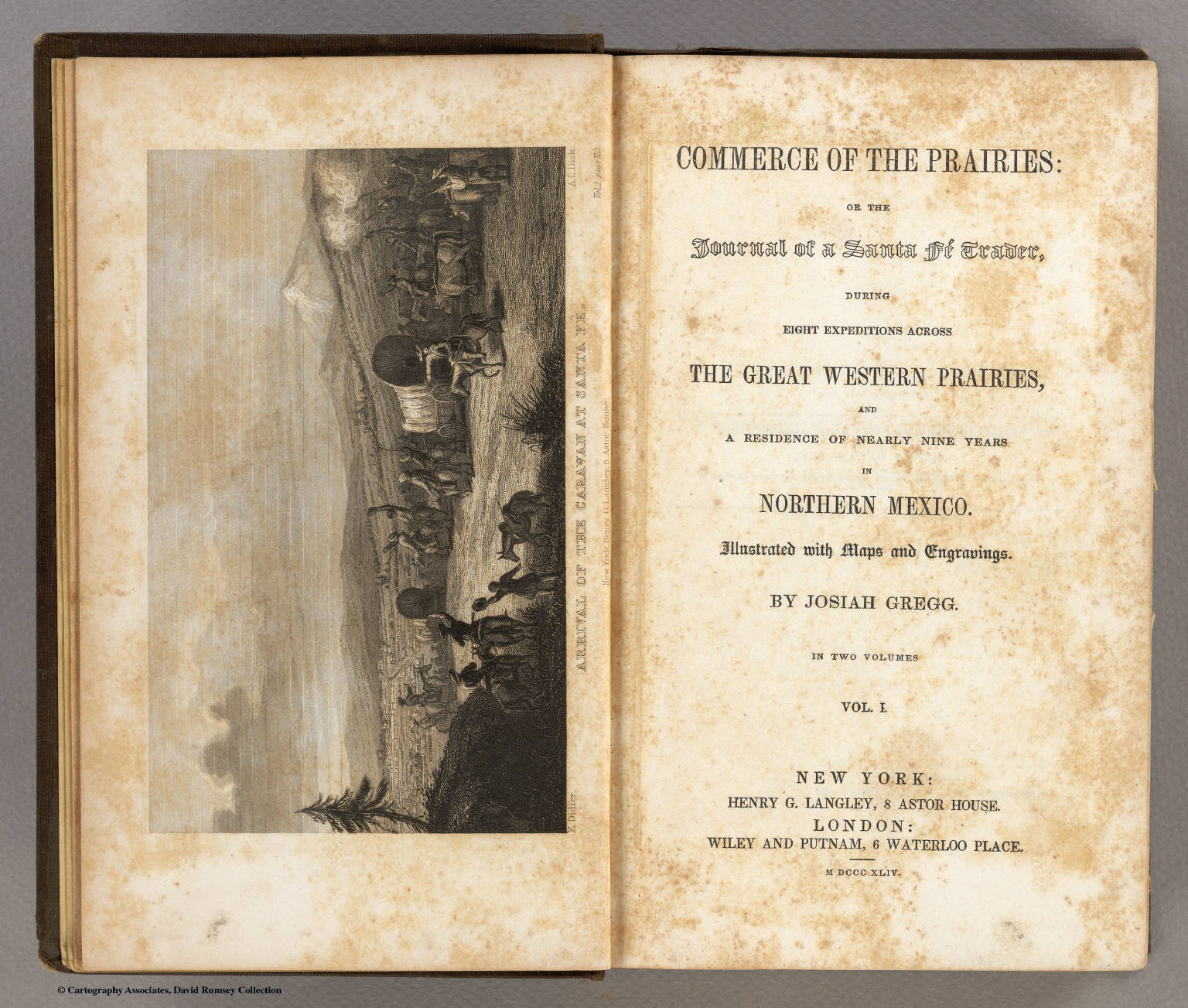
El frontispicio y portadilla de Comercio de las praderas

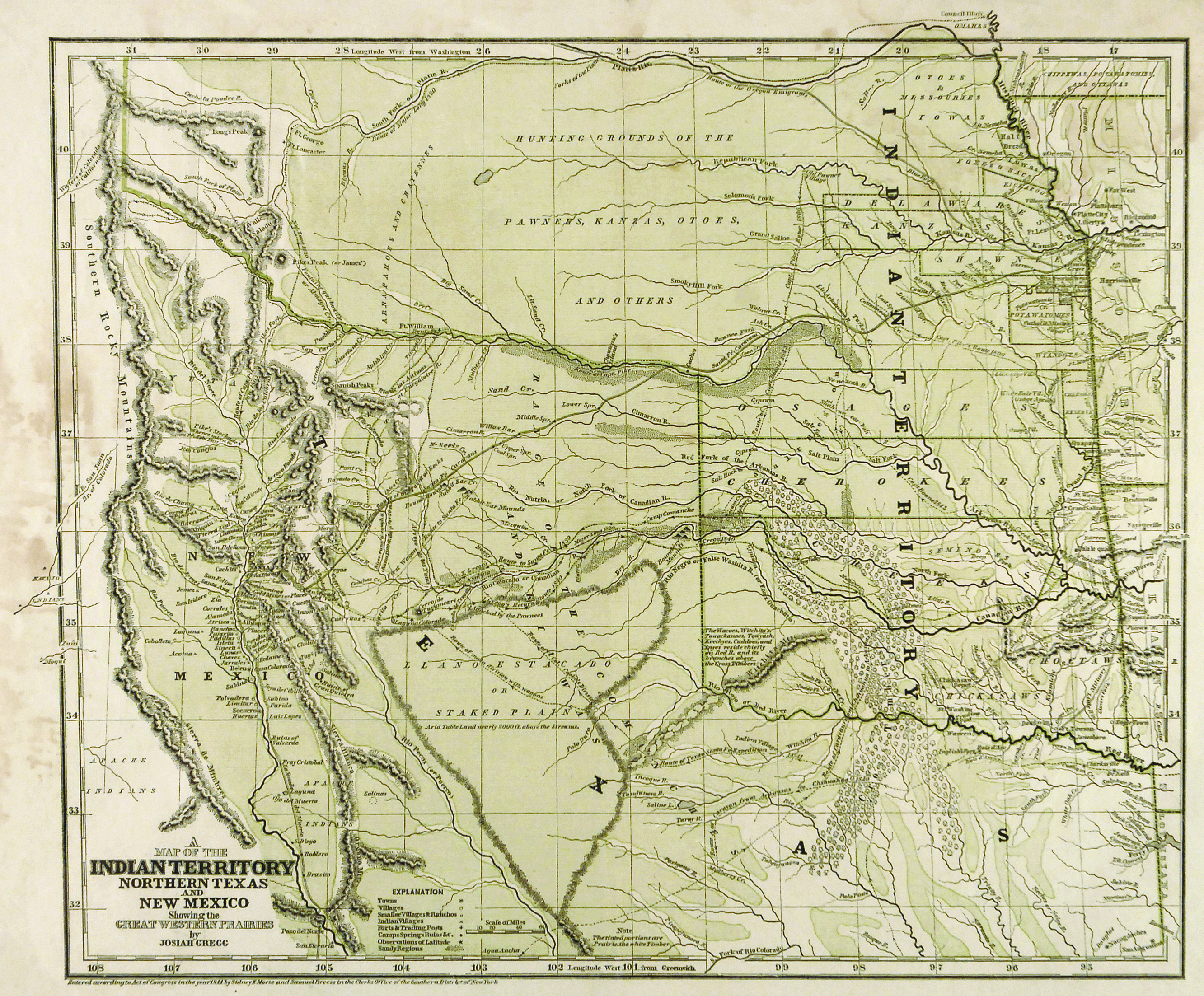
Un mapa de Territorio indio, de Comercio de las praderas

El libro de Gregg,  Comercio de las praderas, publicado en dos volúmenes en 1844, era un recuento de su tiempo pasado como comerciante en el Camino de Santa Fe de 1831 a 1840 e incluye comentarios sobre geografía, botánica, geología y cultura de Nuevo México. Gregg escribió sobre personas locales y describió la cultura indígena y sus artefactos. El libro estableció la reputación literaria de Gregg. Fue un éxito inmediato, tuvo varias ediciones, vendió un gran número de ejemplares en Inglaterra y fue traducido al francés y alemán. El mapa que realizó del camino de Santa Fe y las llanuras circundantes era el más detallado de aquel tiempo, y sus sugerencias de donde podrían encontrarse los afluentes del Red River inspiraría el viaje de Randolph B. Marcy y George B. McClellan en 1852.

## La guerra México-Americana
En el otoño de 1845, Gregg empezó a estudiar medicina en la Escuela de Medicina de la Universidad de Louisville. Se graduó dos semestres más tarde, el 9 de marzo de 1846. Por entonces, Gregg había aprendido a hacer daguerrotipos, y había hecho amistad con el artista y daguerrotipista John Mix Stanley quien iba en el vagón de tren de Owens con Gregg.  Como parte del equipamiento para su viaje a Santa Fe con el vagón de tren de Samuel C. Owens había placas de tamaño especial para su cámara de seis placas, probablemente entregada a él por el naturalista Friedrich Adolph Wislizenus.  El destino de la cámara y cualesquier imágenes que haya hecho es desconocido. Gregg dejó la caravana de Owens al estallar la Guerra México-Americana, cuando se unió a los Voluntarios de Arkansas del general John E. Wool como corresponsal noticioso no oficial e intérprete. Con esta aptitud,  viajó a través de Chihuahua.

## Después de la guerra
Gregg, que había planeado hacer negocios con Samuel, esposo de Susan Shelby Magoffin, dejó sus pertenencias y colecciones en Saltillo, y viajó al este en 1847 para comprar mercancía; al llegar recibió un mensaje de Magoffin, quien había cambiado de parecer.  Gregg viajó a Washington D. C., no le impresionó conocer al presidente James K. Polk y llevó una serie de barcos de vapor por el Río de Misisipi al Golfo de México, después hacia el Río Grande y volvió a Saltillo a fines de 1847, en donde durante la primavera de 1848 practicó activamente la medicina por primera vez desde que obtuviera su grado.  Se quejaba de que su socio médico, Dr. G. M. Prevost, fuera desorganizado y estuviera "enamorado" de una chica de 13 años.

## Coleccionista de plantas

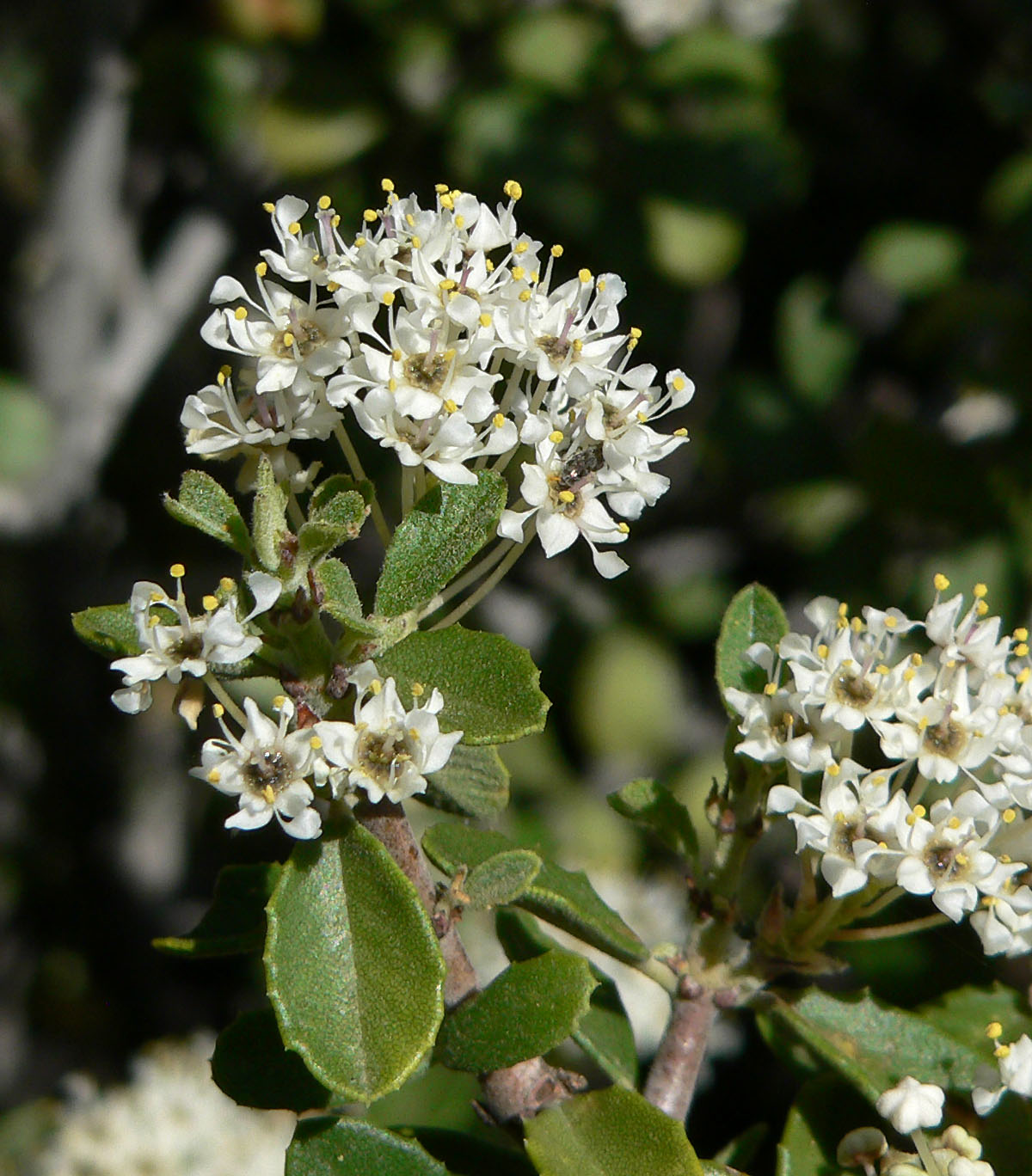
Ceanothus greggii es una de las muchas especies bautizadas por Josiah Gregg.

Muchas plantas del suroeste de Estados Unidos llevan el patronímico de especie greggii en honor a las contribuciones de Gregg, incluyendo Ceanothus greggii, el Ceanothus del Desierto,  el cual recogió en el sitio de la Batalla de Buena Vista en 1847. Descubrió y recogió otras plantas, muchas de las cuales eran anteriormente desconocidas en un viaje a México entre 1848 y 1849, con Wislizenus. Envió los especímenes a su amigo, el botánico George Engelmann en San Luis, Misuri, para que fueran identificados.

## Fiebre de oro y Humboldt Bay
En 1849 Gregg se sumó a la Fiebre de Oro de California, navegando desde Mazatlán a San Francisco, comiendo comida enlatada por primera vez y señalando en una carta que le gustó. Dejó notas de campo con su antiguo socio Jesse Sutton y le dio instrucciones sobre qué para hacer con ellos si no volvía de lo que resultaría ser su último viaje. Poco después visitó las minas de Trinity River.
El 5 de noviembre de 1849 una partida de mineros pobremente aprovisionados dirigidos por Gregg salió de Rich Bar, un campamento minero sobre el Trinity River, al norte de Helena, con la intención de encontrar "Trinity Bay", cruzando territorio desconocido y siguiendo la línea de latitud hacia el oeste. La lista de la partida era: Gregg; Thomas Seabring de Ottawa, Illinois; David A. Buck de Nueva York; J. B. Truesdale de Oregón; Charles C. Southard de Boston; Isaac Wilson de Missouri; Lewis Keysor Wood de Kentucky; y James Van Duzen.

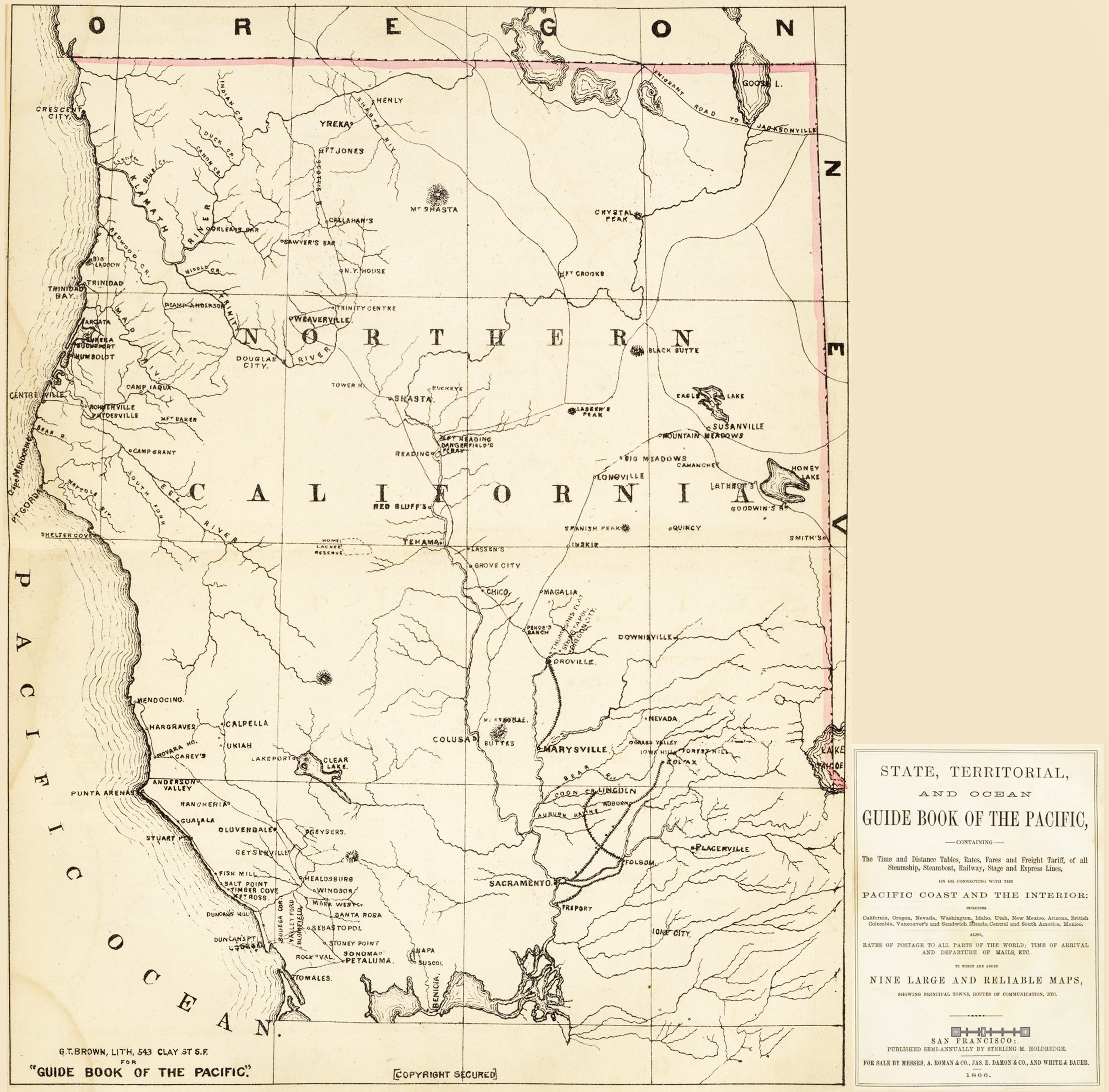
Un mapa de 1866 muestra el área que exploró la partida.

Los indios les habían dicho que el océano Pacífico estaba a ocho días de viaje, así que juntaron provisiones para diez días de raciones. Pasados unos cuantos días, David A. Buck descubrió la bifurcación sur del Trinity River, donde la partida encontró un grupo de indios que huyó de ellos. La partida tomó salmón ahumado de la ranchería india e instaló su campamento a poca distancia. Esa tarde, ochenta guerreros llegaron al campamento de Gregg, pero solo hubo una discusión; los indios les advirtieron sobre seguir el Trinity hacia el mar, y les dijeron que fueran hacia el oeste y dejaran el río, una ruta qué más tarde se volvería parte de la Ruta Estatal 299 de California. La partida, en lugar de eso, siguió el río hasta que se volvió impasable, después fue al oeste. Para el 13 de noviembre, las provisiones se habían acabado y la partida empezó a subsistir de ciervo y gamo ahumado, haciendo en promedio 7 millas (11 km) por día hasta que alcanzaron el bosque Redwood, después del cual avanzaron aproximadamente 2 millas (3.2 km) por día. Aproximadamente seis semanas después de que partieran,  salieron de los bosques de secuoya y vieron el océano en la boca de una corriente de agua a la que llamaron Little River.  Después de explorar ligeramente haciael norte,  giraron al sur a lo largo de la costa y acamparon en Trinidad.
Al dejar Trinidad,  cruzaron un río grande, pero los hambrientos miembros de la partida de exploración no quisieron aguardar a que Gregg determinara la latitud de la boca, así que partieron sin él. Cuando alcanzó al grupo, su enojo explotó, por lo que nombraron Mad River al río, debido al arrebato.
El 20 de diciembre de 1849, David A. Buck fue el primero en encontrar lo que esta partida llamó "Trinity Bay", la cual pocos meses más tarde sería conocida Humboldt Bay. La partida caminó alrededor de la bahía y pasó por el sitio de la actual Arcata, y a través del actual Eureka el 26 de diciembre. Llegaron a un punto de la bahía que más tarde sería tanto la ubicación de Fort Humboldt y el pueblo de Bucksport, llamado como David A. Buck, el descubridor de la bahía.
Tres días después,  pasaron y dieron nombre al Eel River, la "Anguila" (eel en inglés) es un nombre poco adecuado para la lamprea del Pacífico que los indios locales habían capturado y compartido con la partida cerca de donde el río Van Duzen, nombrado como James Van Duzen, se une con el Eel.
Poco después, la partida discutió otra vez sobre la mejor manera de volver a San Francisco. Aproximadamente 20 millas (32 km) de la costa, sobre el río Eel, el grupo se partió en dos: Seabring, Buck, Wilson y Wood siguieron el Río Eel, y Gregg, Van Duzen, Southard y Truesdale fueron hacia la costa. L.K. Wood quedó permanentemente minusválido debido a un oso grizzly durante una nevisca en el campamento. Sus compañeros lo ataron encima de un caballo y viajaron a lo largo de la bifurcación sur del Eel hacia el sur. Cuando llegaron a Santa Rosa, se propagó la noticia de su descubrimiento.

El grupo de Gregg lo pasó mal. Wood escribió: 
Intentaron seguir a lo largo de la montaña cerca la costa, pero su progreso era muy lento debido a la nieve en las altas cumbres. Encontraron el terreno muy interrumpido a lo largo de la costa, haciendo necesario continuamente cruzar puntos abruptos, profundas barrancas y cañones, después de luchar contra esto por varios días,  concluyeron por abandonar aquella ruta y girar al este hacia el valle de Sacramento. Al tener muy poca munición, todos estuvieron a punto de perecer de inanición, y, como me contó el señor Southard, el Dr. Gregg continuó debilitándose desde nuestra separación hasta que un día cayó de su caballo y murió a las pocas horas sin hablar... muerto de inanición... al no haber probado carne por varios días, había estado viviendo enteramente de bellotas y hierbas. Cavaron un agujero con palos y lo pusieron bajo tierra, después llevaron una roca y la colocaron sobre su tumba para evitar que los animales lo desenterraran. Ellos llegaron al valle de Sacramento unos cuantos días después que nosotros alcanzamos el valle Sonoma. Así acabó nuestra expedición.
La historia de Southard del enterramiento de Gregg después de su muerte puede no ser toda la verdad. Otros informes dicen que murió el 25 de febrero cerca del lago Clear, California, de la mala salud y los trances de su viaje, mientras otro arroja dudas sobre la historia de que sus compañeros le enterraron, y en cambio sugiere que sobrevivió al menos brevemente en un pueblo indio. En cualquier caso, sus papeles, instrumentos y especímenes se perdieron.

## Legado
Se le ha dado el crédito a la expedición de redescubrir la bahía Humboldt, lo que resultó en su poblamiento.
El viaje de la partida de Gregg provocó el viaje de 1850 del coronel Redick McKee para crear tratados con los indios del norte de California, los cuales nunca fueron ratificados.
Aproximadamente ochenta nombres de plantas fueron asignados originalmente en honor a Gregg; para el 2002, 47 especies de plantas mexicanas y del suroeste estadounidense llevan el nombre greggii.